# Бран (комуна)
Бран (рум. Bran) — комуна у повіті Брашов в Румунії. До складу комуни входять такі села (дані про населення за 2002 рік):
- Бран (1438 осіб) — адміністративний центр комуни
- Пределуц (919 осіб)
- Соходол (1697 осіб)
- Шимон (1238 осіб)

Комуна розташована на відстані 132 км на північний захід від Бухареста, 24 км на південний захід від Брашова.

## Населення
За даними перепису населення 2002 року у комуні проживали 5292 особи.
Національний склад населення комуни:
| Національність | Кількість осіб | Відсоток |
| -------------- | -------------- | -------- |
| румуни         | 5281           | 99,8%    |
| угорці         | 5              | 0,1%     |
| німці          | 2              | < 0,1%   |

Рідною мовою назвали:
| Мова      | Кількість осіб | Відсоток |
| --------- | -------------- | -------- |
| румунська | 5283           | 99,8%    |
| угорська  | 5              | 0,1%     |

Склад населення комуни за віросповіданням:
| Релігія                             | Кількість осіб | Відсоток |
| ----------------------------------- | -------------- | -------- |
| православні                         | 5114           | 96,6%    |
| адвентисти                          | 144            | 2,7%     |
| бретрени                            | 24             | 0,5%     |
| римо-католики                       | 4              | 0,1%     |
| реформати                           | 3              | 0,1%     |
| п'ятдесятники                       | 1              | < 0,1%   |
| лютерани (Аугсбурзького сповідання) | 1              | < 0,1%   |